# Děvče ze Západu
Děvče ze Západu (v originále La fanciulla del West), hraná také dříve pod titulem předlohy jako Děvče ze zlatého Západu, je opera Giacoma Pucciniho z roku 1910. Autory libreta jsou Guelfo Cavinini a Carlo Zangarini na motiv hry Davida Belasca.

## Hlavní postavy a obsazení při premiéře

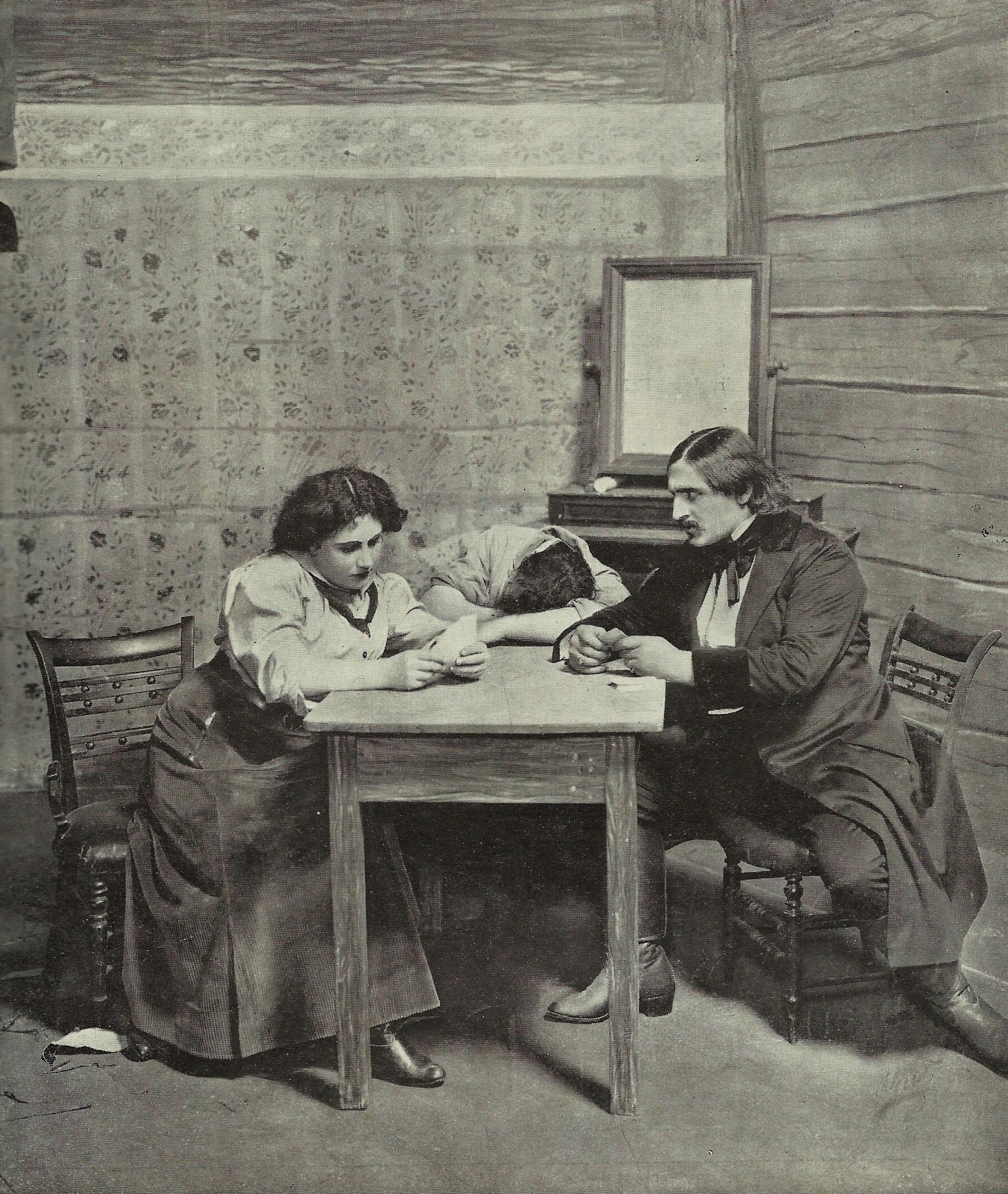
Scéna Una partita a poker při premiéře, Minnie - Emmy Destin, Johnson - Enrico Caruso; šerif Jack Rance - Pasquale Amato

| Role                | Hlas    | Premiéra 10. prosince 1910 |
| ------------------- | ------- | -------------------------- |
| Minnie, barmanka    | soprán  | Emmy Destin                |
| Dick Johnson, lupič | tenor   | Enrico Caruso              |
| Jack Rance, šerif   | baryton | Pasquale Amato             |

## Obsah
Děvče ze zlatého Západu je opera o třech dějstvích. Její děj se odehrává ve zlatokopeckém táboře v Kalifornii v době zlaté horečky - kolem roku 1850.

### První dějství
Šerif Rance se marně dvoří Minnie, majitelce baru. Ta dává přednost Johnsonovi, o němž se proslýchá, že je to ve skutečnosti Ramerrez - náčelník lupičské bandy. V závěru dějství přichází zpráva, že je Ramerrezova banda někde na blízku.

### Druhé dějství
Minnie se Johnson zalíbí natolik, že ho pozve k sobě do pokoje. Johnson se musí ukrýt, protože k Minnie přicházejí hosté baru a varují ji, že Johnson je ve skutečnosti bandita Ramerrez. Po jejich odchodu Minnie Johnsona vyžene. Ten je při odchodu za dveřmi raněn výstřelem, takže ho Minnie ukryje v patře nad svým pokojem.
K Minnie do pokoje si vynucuje vstup šerif a vyznává jí lásku. Během vyznání mu na ruku spadne kapka Johnsonovy krve, takže je jeho úkryt prozrazen. Minnie přiměje šerifa ke hře o Johnsonův život a vyhrává.

### Třetí dějství
V lese pronásledují obyvatelé města loupežníky. Dostihnou je a chystají se Ramerreze vulgo Johnsona oběsit. Minnie je uprosí, aby jej ušetřili a Johnson se rozhodne po jejím boku začít nový, ctnostný a občansky bezúhonný život.